# Helionides lutea
Helionides lutea är en insektsart som först beskrevs av Irena Dworakowska 1981.  Helionides lutea ingår i släktet Helionides och familjen dvärgstritar.
Artens utbredningsområde är Nigeria. Inga underarter finns listade i Catalogue of Life.